# Dietrich von der Esch
Dietrich von der Esch (31 de Janeiro de 1915 - 29 de Setembro de 1944) foi um comandante de U-Boot que serviu na Kriegsmarine durante a Segunda Guerra Mundial.